# QV66
QV66 je grobnica kraljice Nefertari, velike žene faraona Ramzesa II., v Dolini kraljic v Gornjem Egiptu. 
Grobnico je leta 1904 odkril  Ernesto Schiaparelli, direktor Egipčanskega muzeja v Torinu. Zaradi izjemnih poslikav je je poimenoval "Sikstinska kapela Starega Egipta". Nefertari, njeno ime pomeni "lepa spremljevalka", je bila Ramzesova izbranka. V zapisih jo je imenoval "ona, za katero sije sonce". Zgradil je tempelj boginje Hator, da bi jo malikoval kot božanstvo, in naročil portretne stenske slike v njeni grobnici. V Nefertarini grobnici je bila nekoč tudi njena mumija. 
Grobnica je popolnoma izropana. Ohranjeni sta dve tretjini od 5200 kvadratnih metrov stenskih poslikav. Slikarji so veliko  pozornost posvetili njenemu obrazu, da bi poudarili njeno lepoto, predvsem obliko oči, rdečico lic in obrvi. Nekatere slike so polne črt in rdeče, modre, rumene in zelene barve, ki so v posmrtnem življenju usmerjale dušo v raj.

## Načrt in okrasje
V predsobo grobnice vodiji v skalo vsekane stopnice. Predsoba je okrašena s sklikami, zasnovanimi na 17. poglavju Knjige mrtvih. Strop predstavlja nebesa. Pobarvan je temno modro in posut z nešteto zlatimi peterokrakimi zvezdami. V vzhodni steni predsobe je velika odprtina, ob kateri sta na levi strani Oziris in na desni Anubis. Odprtina vodi v stransko sobo, okrašeno s prizori daritve. V njenem predprostoru so prizori Nefertarine predstavitve bogovom, ki jo nato sprejmejo. Na severni steni predsobe je stopnišče, ki se spušča v veliko štirikotno pogrebno komoro s površino okoli 90 kvadratnih metrov. Strop komore podpirajo štirje popolnoma poslikani stebri. Sredi komore je prvotno stal kraljičin sarkofag iz rdečega granita. Po takratnih verovanjih je v tej komori, imenovani "zlata dvorana", potekala regeneracija pokojnika. Poslikavo sten v komori sta navdihnili 144. in 146. poglavje Knjige mrtvih: v levi polovici komore so odlomki iz 144. poglavja o vratih in vratih Ozirisovega kraljestva, njihovih varuhi in čarobne formule, ki jih je moral izgovoriti pokojnik, da bi lahko šel skoznje.
Grobnica se osredotoča predvsem na kraljičino življenje in smrt. Na zemlji je uživala razkošno življenje, kakršno so ji obljubljali tudi po smrti. Uroki iz 17. poglavja Knjige mrtvih naj bi kraljico spremenili v ba, se pravi v ptiča, simbol svobode gibanja. 
Slike so po sodobnih merilih nepreceljive zato, ker so najbolje ohranjen in najbolj podroben vir potovanja starih Egipčanov v posmrtno življenje. V grobnici je več izvlečkov iz Knjige mrtvih iz 148., 94., 146., 17. in 144. poglavja in pripoveduje o vseh obredih in preskusih, ki so potekali od Nefertarine smrti do konca njenega potovanja skozi podzemni svet. Upodobljeni so od vhodnih vrat do pogrebne komore, v kateri se je Nefertari ponovno rodila in iz vzhodnega obzorja izstopila kot sončni disk, simbol zmage svetlobe nad svetom teme. 
Podrobnosti obredov, povezanih s posmrtnim življenjem, veliko povedo tudi o dolžnostih in vlogah številnih večjih in manjših bogov v času Devetnajste dinastije. Med bogovi, upodobljenimi na stenah grobnice, so Izida, Oziris, Anubis, Hator, Neit, Serket, Ma'at, Vadžet, Nekbet, Amunet, Ra in Neftis.
Nefertarino grobnico so po Schiaparellijevem ponovnem odkritju našli roparji grobnic in jo popolnoma izropali, vključno z njenim sarkofagom in mumijo. V pogrebni komori so našli dele mumijinih kolen, ki jih je Schiaparelli odnesel v Egipčanski muzej v Torinu, kjer jih hranijo še danes.

## Sedanje stanje
Grobnica je bila leta 1950 zaprta za javnost zaradi različnih težav, ki so ogrožale slike, ki veljajo za najbolje ohranjene in najbolj zgovorne dekoracije katere koli egipčanske grobnice. Težave povzročajo predvsev voda, bakterije, tvorba soli in celo vlaga v izdihanem zraku obiskovalcev.
Leta 1986 sta Egiptovski urad za starine in Gettyjev institut za konzervatorstvo izdelala načrt za obnovljanje slik v grobnici z odstranjevanjem prahu in saj in prekrivanjem poslikav z začitnim papirjem.  Obnovitvena dela so se začela  leta 1988 in končala aprila 1992. Po obnovitvi je bil ogled grobnice zelo omejen. Pet let kasneje je egiptovski minister za kulturo dovolil vstop 150 obiskovalcev istočasno. Leta 2006 je bilo število obiskovalcev ponovno omejno, razen za organizirane skupine največ 20 obiskovalcev in vstopnino 3000 US$. Januarja 2022 znaša vstopnina v Nefertarino grobnico 1400 egiptovskih funtov (okoli 90 US$). Stanje v grobnici stalno preverja Gettyjev institut za konzervatorstvo.